# Castillo de Madrona
El castillo de Madrona es un castillo medieval, actualmente en ruinas, que se encuentra sobre una colina en la entidad de población de Madrona, en el municipio de Pinell de la comarca del Solsonés (Lérida).
Situado en la cima (550 metros de altitud) del último cerro de la estribación de poniente de la sierra de Madrona, está tan en ruinas que se hace difícil discernir la forma de su planta pero sí se constata aún que estaba edificado junto a la iglesia románica de San Pedro de Madrona.
El 22 de abril de 1949 el conjunto de los restos del castillo y la iglesia románica fueron declarados Monumento Histórico-Artístico.

## Historia
La primera referencia documental se trata de un documento del 1053 mediante el cual se da en alodio unos terrenos que se encuentran debajo del castillo.
Un segundo documento fechado el 21 de enero de 1073 el conde de Urgel hace donación de una propiedad situada dentro del término del castillo.
Documentos posteriores nos permiten constatar que de este castillo dependían el castillo de Miralles y el castillo de Bordell los que actualmente se desconoce su ubicación aunque sí que se han conservado topónimos que permiten situarlos de una forma aproximada.

### Señores de Madrona
La primera referencia documental es de 1085. En ella aparecen como señores de Madrona el linaje de los Gombau. En épocas posteriores la titularidad pasó a la familia Josa.